# Binhai Mass Transit
Binhai Mass Transit' , que é um sistema de transporte urbano do tipo metro leve, que existe na cidade chinesa de Tianjin.
A cidade também é servida pelo Tianjin Metro, que é um sistema de metropolitano .